# 大菲舍峰

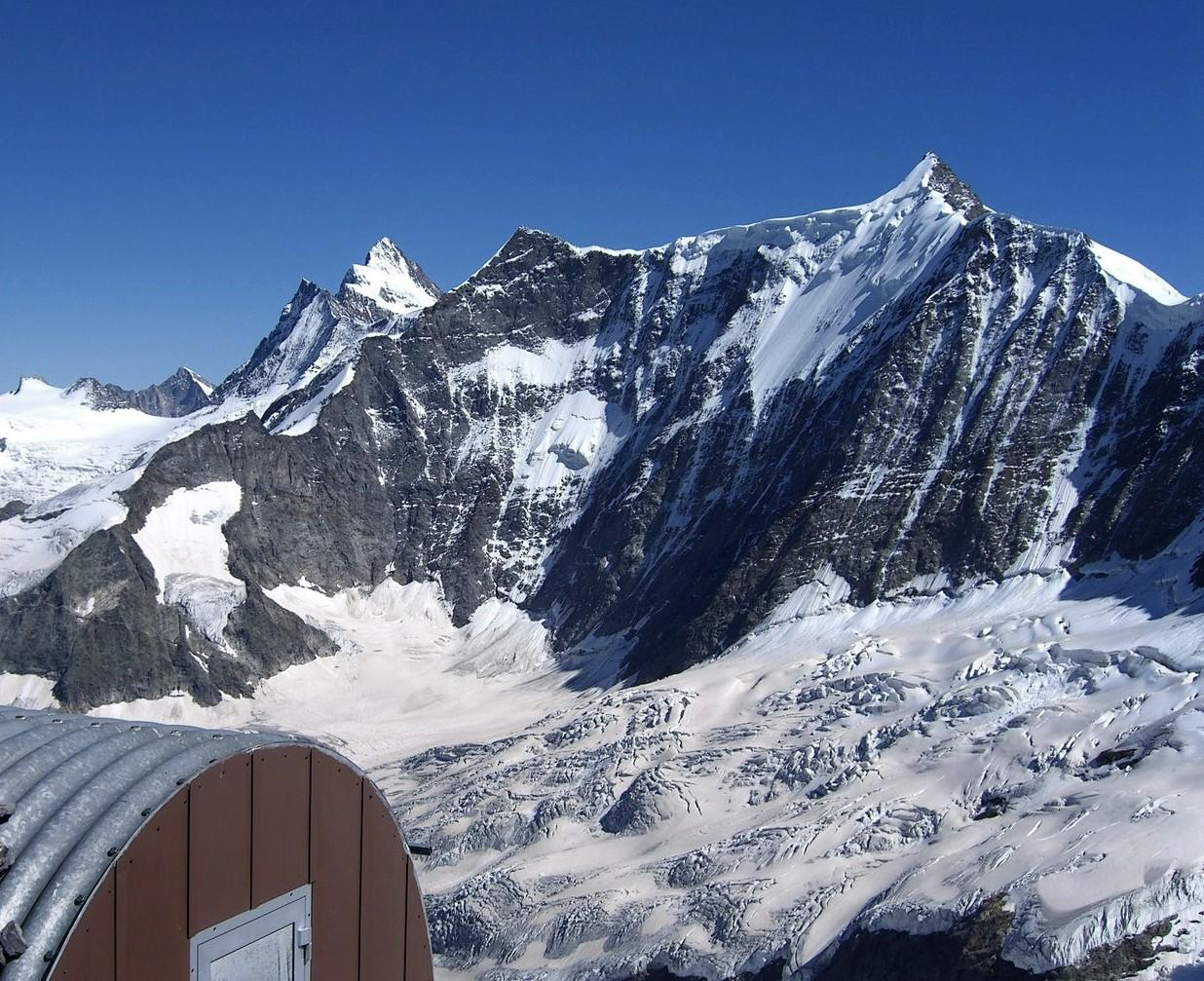

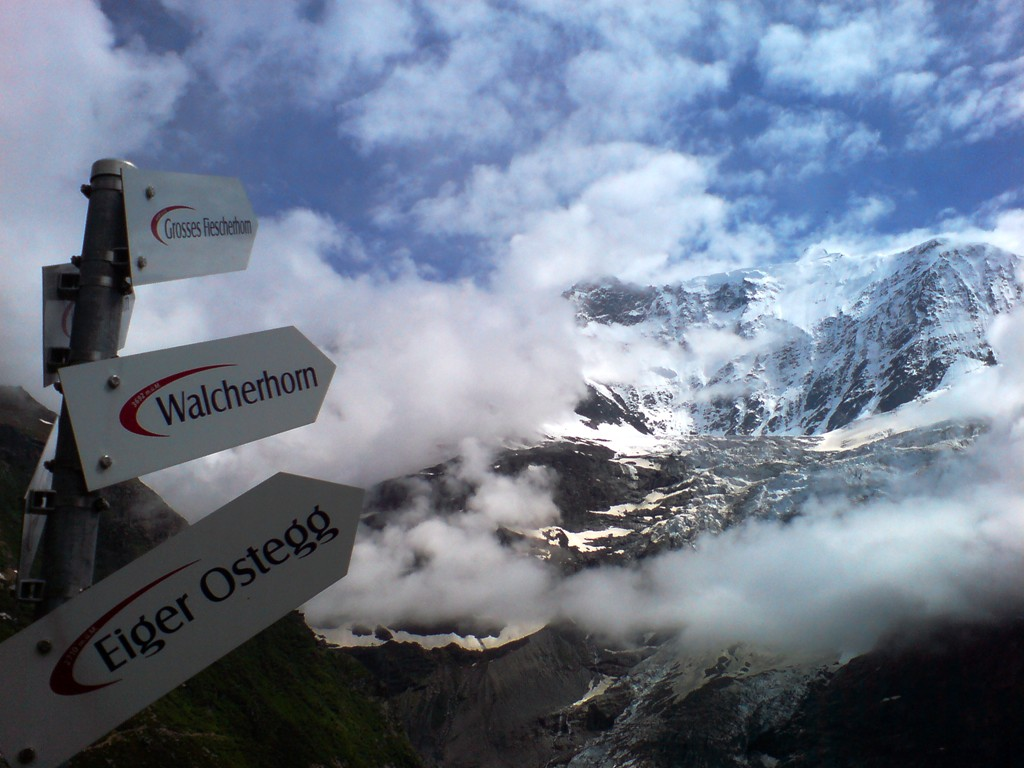

46°33′05″N 8°03′40″E / 46.55139°N 8.06111°E
大菲舍峰（德語：Grosses Fiescherhorn）是瑞士的山峰，位於該國南部，處於伯恩州和瓦萊州接壤的邊界，屬於伯尔尼山的一部分，海拔高度4,049米，人類在1862年7月23日首次登上該山峰。